# NGC 6781
NGC 6781 és una nebulosa planetària a aproximadament 2.600 anys llum de la Terra i situada a la Constel·lació de l'Àguila.